# ریسک‌گریزی

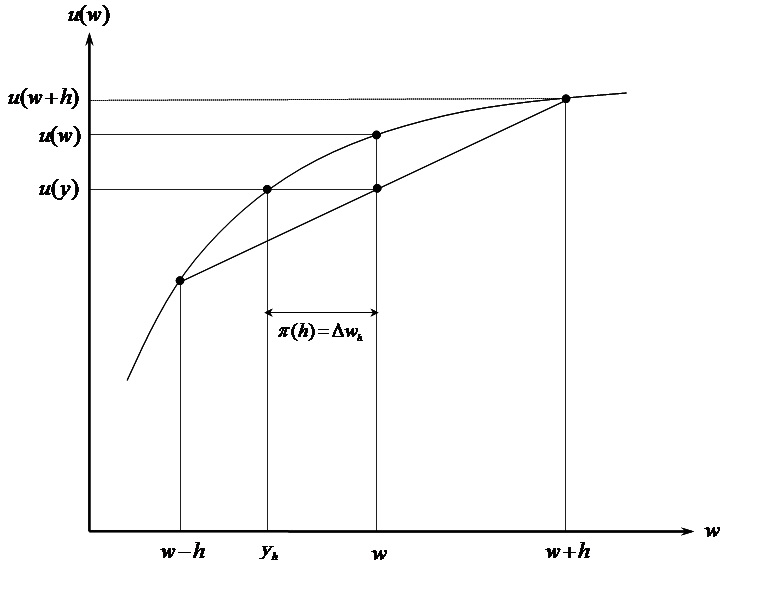
الگوریتم ریسک گریزی

ریسک گریزی، یا مخاطره‌گریزی (به انگلیسی: Risk aversion) اصطلاحی در علم اقتصاد و علوم مالی است، که به معنای ترجیح پذیرش ریسک کم‌تر می‌باشد. تمایل فردی و درونی انسانها (سرمایه‌گذاران و معامله‌گران) در مواقع عدم قطعیت، جلوگیری از ریسک غیرضروری است. این نوع ریسک، فردی و درونی است، چرا که سرمایه‌گذاران متفاوت، تعریف متفاوتی از ریسک غیرضروری دارند. سرمایه‌گذاری که به دنبال بازده بیشتری است، ریسک‌های ضروری بیشتری را می‌پذیرد، ولی سرمایه‌گذاری که به دنبال بازده کم تری است، استراتژی سرمایه‌گذاری خود را بی‌پروا و بدون دقت زیاد انتخاب می‌کند؛ بنابراین یک سرمایه‌گذار منطقی که ریسک گریز نیز می‌باشد، اگر دو سرمایه‌گذاری با بازده یکسان و ریسک متفاوت برای انتخاب داشته باشد، سرمایه‌گذاری با ریسک کم‌تر را انتخاب خواهد کرد.
به بیان ساده ریسک گریزی بمعنای عدم تمایل به معامله‌ای پرسود ولی با ریسک بالا و ترجیح دادن معامله‌ای با سود کم‌تر، ولی امنیت بیشتر می‌باشد. از دیدگاه روانشناسی معمول، ریسک پذیری یک نفر به عوامل متعدد درونی و بیرونی بستگی خواهد داشت، ولی همه این عوامل به احساس امنیت شخص باز می‌گردد.
بنابر تعریف اقتصادی، افراد ریسک‌گریز یک مطلوبیت انتظاری معین را از مطلوبیت درآمد مطمئن معادل درآمد انتظاری کمتر ارزیابی می‌کنند.